# Lukas Grauwiler
Lukas Grauwiler (* 13. April 1984 in Zürich) ist ein ehemaliger Schweizer Eishockeyspieler, der zuletzt beim SC Langenthal in der National League B unter Vertrag stand.

## Karriere
Lukas Grauwiler begann seine Karriere als Eishockeyspieler in der Jugend der GCK Lions, für deren Profimannschaft er in der Saison 2000/01 sein Debüt in der Nationalliga B gab. Nach weiteren zwei Spielzeiten bei den GCK Lions in der NLB, wechselte der Stürmer für die Saison 2003/04 zu den Mississauga IceDogs aus der kanadischen Top-Juniorenliga Ontario Hockey League, die ihn am CHL Import Draft 2003 in der zweiten Runde als insgesamt 61. Spieler ausgewählt hatten und mit denen er im Finale um den J. Ross Robertson Cup am Guelph Storm scheiterte.
Anschliessend kehrte er in seine Schweizer Heimat zurück, in der er von den ZSC Lions verpflichtet wurde, für die er seither spielt und in der Saison 2007/08 erstmals Schweizer Meister wurde. Durch diesen Erfolg qualifizierte sich der Rechtsschütze mit seiner Mannschaft für die neugegründete Champions Hockey League, die er in der Saison 2008/09 mit den ZSC Lions gewann, nachdem er sich mit seinem Team im Finale gegen den HK Metallurg Magnitogorsk aus der Kontinentalen Hockey-Liga durchsetzte. Beim daraus resultierenden Spiel des Victoria Cup gelang Grauwiler das Game Winning Goal beim 2:1-Sieg gegen die Chicago Blackhawks.

### International
Für die Schweiz nahm Grauwiler an der U18-Junioren-Weltmeisterschaft 2002 sowie der U20-Junioren-Weltmeisterschaft 2004 teil.

## Erfolge und Auszeichnungen
- 2008 Schweizer Meister mit den ZSC Lions
- 2009 Champions-Hockey-League-Gewinn mit den ZSC Lions
- 2009 Victoria-Cup-Gewinn mit den ZSC Lions

## Karrierestatistik

### International
Vertrat die Schweiz bei:
| - U18-Junioren-Weltmeisterschaft 2002 - U20-Junioren-Weltmeisterschaft 2004 |

(Legende zur Spielerstatistik: Sp oder GP = absolvierte Spiele; T oder G = erzielte Tore; V oder A = erzielte Assists; Pkt oder Pts = erzielte Scorerpunkte; SM oder PIM = erhaltene Strafminuten; +/− = Plus/Minus-Bilanz; PP = erzielte Überzahltore; SH = erzielte Unterzahltore; GW = erzielte Siegtore; 1 Play-downs/Relegation; Kursiv: Statistik nicht vollständig)